# Mafia K’1 Fry
Mafia K’1 Fry lub Mafia K-1 Fry – francuski kolektyw łączący raperów, DJ-ów, beatboxerów oraz producentów muzycznych. Członkowie grupy pochodzą z różnych miejscowości, głównie z departamentów Dolina Marny oraz Górna Marna. Zespół został założony w roku 1995 przez Douma le Parraina.

## Dyskografia
Źródło.
Albumy
- Les Liens Sacrés (EP, 1997)
- Légendaire (EP, 1998)
- La Cerise Sur Le Ghetto (2003)
- Jusqu'à La Mort (2007)

Kompilacje
- Street Lourd Hall Stars (2004)
- Street Lourd Hall Stars II (2010)